# Binh chủng Truyền tin Việt Nam Cộng hòa
Binh chủng Truyền tin là một ngành "Viễn thông Quân sự" của Quân lực Việt Nam Cộng hòa. Trực thuộc Tổng cục Tiếp vận và dưới quyền chỉ huy tổng quát của Bộ Tổng tham mưu. Ban đầu khi mới thành lập, ngành Truyền tin chỉ là một đơn vị rất nhỏ. Sau do sự lớn mạnh của Quân đội nên ngành này cũng phát triển và thích ứng với nhu cầu của Quân đội. Ngành đã hiện diện theo hệ thống hàng ngang cùng với các đơn vị Tiếp vận khác, đồng thời được bố trí cạnh các đơn vị nhỏ nhất cho đến đơn vị lớn nhất của bộ phận tác chiến cũng như không tác chiến trong Quân Lực Việt Nam Cộng hòa. Để tương ứng với chức năng của ngành, Bộ Tổng Tham mưu đã nhiều lần đổi tên cho tổ chức của ngành, sau cùng ngành được đặt với danh xưng là Cục Truyền tin.
- Thánh tổ: Trần Nguyên Hãn

## Lịch sử hình thành
Ngày 1 tháng 2 năm 1951, sau một năm Chính phủ Quốc gia thành lập Quân đội quốc gia, có 2 Đại đội Truyền tin được chính thức thành lập với sự hỗ trợ của Quân đội Liên hiệp Pháp:
-Đại đội 1 Truyền tin tại Cần Thơ.
-Đại đội 2 Truyền tin tại Nam Định.
Ngày 1 tháng 5 năm 1952 Bộ chỉ huy Viễn thông Quân đội được thành lập cùng lúc với Bộ Tổng Tham mưu Quân đội Quốc gia (là cơ quan đầu não của binh chủng Truyền tin sau này).
Sau Cách mạng ngày 1 tháng 11 năm 1963, Bộ chỉ huy Viễn thông được đổi tên thành Nha truyền tin. Khác với Binh chủng chiến đấu và yểm trợ. Binh chủng Truyền tin thành lập tại Bộ Tổng tham mưu, đồng thời các cơ quan Truyền tin cũng được thành lập với các Quân khu. Lúc này Bộ chỉ huy Truyền tin với danh xưng là Bộ chỉ huy Viễn thông Trung ương, còn gọi là Viễn thông Quân khu.
Năm 1965, Nha Truyền tin được đổi tên thành Cục truyền tin và được đặt trực thuộc vào Tổng cục Tiếp vận. Đồng thời Chỉ huy trưởng thay đổi chức danh Giám đốc thành Cục trưởng.
- Trường Truyền tin toạ lạc tại Vũng Tàu (Trực thuộc Tổng cục Quân huấn), là một cơ sở có nhiệm vụ hỗ trợ cho Quân đội nói chung và Cục Truyền tin nói riêng, đặc trách về việc đào tạo các lớp căn bản chuyên môn, các lớp bổ túc cho các thành phần Binh sĩ, Hạ sĩ quan và Sĩ quan trong ngành Truyền tin của Quân lực Việt Nam Cộng hòa.

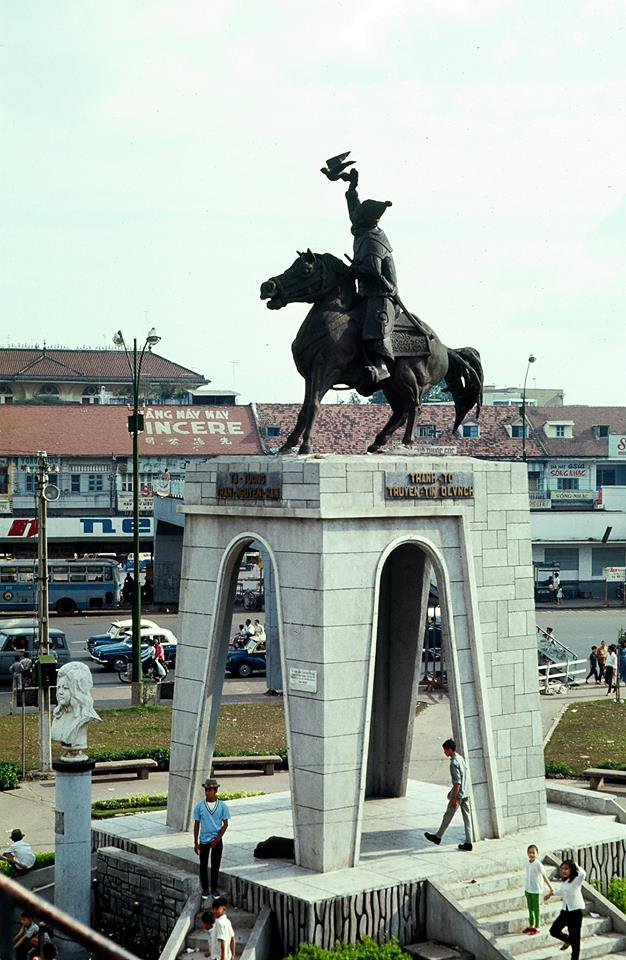
Tượng đài thánh tổ Trần Nguyên Hãn

Song song với sự phát triển của Quân lực Việt Nam Cộng hòa nói riêng, Cục truyền tin đã yểm trợ hiệu quả với nhu cầu của các đơn vị trong Quân đội. Đồng thời cũng đáp ứng nhanh lẹ mạng lưới Viễn thông đối với nhu cầu trong và ngoài nước về Quân sự và Ngoại giao. Ngành đã làm tròn sứ mạng cho đến ngày Chính thể Việt Nam Cộng hòa chấm dứt.

## Chỉ huy trưởng, Giám đốc, Cục trưởng qua các thời kỳ
| Stt | Họ và Tên                         | Cấp bậc  | Chức vụ        | Tại chức        | Chú thích                                                                                        |
| --- | --------------------------------- | -------- | -------------- | --------------- | ------------------------------------------------------------------------------------------------ |
| 1   | Lương Thế Soái                    | Trung tá | Chỉ huy trưởng | 8/1955-1/1957   | CHT đầu tiên "Bộ chỉ huy Viễn thông". Giải ngũ năm 1957 ở cấp Trung tá                           |
| 2   | Nguyễn Khương Võ bị Huế K1        | Thiếu tá | Chỉ huy trưởng | 1/1957-5/1959   | Chỉ huy trưởng lần thứ nhất                                                                      |
| 3   | Khổng Văn Tuyển Võ bị Huế K2      | Trung tá | Chỉ huy trưởng | 5/1959-6/1960   |                                                                                                  |
| 4   | Nguyễn Khương                     | Đại tá   | Chỉ huy trưởng | 6/1960-11/1960  | Tái nhiệm lần thứ hai                                                                            |
| 5   | Võ Đại Khôi Võ bị Đà Lạt K3       | Trung tá | Chỉ huy trưởng | 11/1960-12/1962 | Sau là Đại tá                                                                                    |
| 6   | Khổng Văn Tuyển                   | Trung tá | Chỉ huy trưởng | 12/1962-11/1963 | Tái nhiệm lần thứ 2 Sau là Đại tá                                                                |
| 7   | Tạ Thái Bình Võ bị Đà Lạt K4      | Trung tá | Giám đốc       | 11/1963-2/1964  | Chuyển chức vụ là Giám đốc khi "Bộ Chỉ huy Viễn thông" đổi thành "Nha Truyền tin". Sau là Đại tá |
| 8   | Nguyễn Tài Lâm Võ khoa Thủ Đức K1 | Đại tá   | Giám đốc       | 2/1964-2/1965   |                                                                                                  |
| 9   | Phạm Văn Tiến Võ bị Đà Lạt K3     | Đại tá   | Cục trưởng     | 2/1965-10/1973  | Chuyển chức vụ là Cục trưởng khi "Nha Truyền tin" đổi thành "Cục Truyền tin"                     |
| 10  | Bùi Trọng Huỳnh Võ khoa Nam Định  | Đại tá   | Cục trưởng     | 10/1973-4/1975  |                                                                                                  |